# Sân bay Bạch Tháp Phụ Liên Vân Cảng
Sân bay Bạch Tháp Liên Vân Cảng hay Sân bay Liên Vân Cảng (tiếng Trung: 连云港白塔埠机场) (IATA: LYG, ICAO: ZSLG) là một sân bay (cảng hàng không, phi trường) ở Liên Vân Cảng, tỉnh Giang Tô, Cộng hòa Nhân dân Trung Hoa.

## Các hãng hàng không và tuyến bay
- China Eastern Airlines (Bắc Kinh-Thủ Đô, Thượng Hải-Hồng Kiều, Thượng Hải-Phố Đông)
- China Southern Airlines (Đại Liên, Quảng Châu, Quế Lâm, Ninh Ba, Từ Châu)
- Northeast Airlines (Trung Quốc) (Thẩm Dương, Hạ Môn)